# كاستريلو-تيخيريغو
كاستريلو-تيخيريغو (بالإسبانية: Castrillo-Tejeriego)‏ هي قرية في بلد الوليد، قشتالة وليون، إسبانيا. تغطي البلدية مساحة 35.98 كيلومتر مربع (13.89 ميل مربع) واعتبارًا من عام 2011 كان عدد سكانها 203 شخصًا.